# Derde klasse 2007-08 (voetbal België)
Het seizoen 2007/08 van de Belgische Derde Klasse ging van start op 1 september 2007 en de normale competitie eindigde in mei 2008. Daarna werd nog een eindronde voor promotie en degradatie gespeeld. 
Het begin van de competitie werd gekenmerkt door perikelen rond de clubs KFC Verbroedering Geel en UR Namur, de eindrondewinnaars in Derde van vorig seizoen. Na licentieperikelen maakten beide clubs bij de voetbalbond en in de rechtbank aanspraak op het ene resterend plaatsje in Tweede klasse. Uiteindelijk werden na enkele speeldagen beide clubs toegelaten in Tweede Klasse. Derde Klasse B telt zo slechts 15 clubs dit seizoen. KSK Ronse en RFC Liège werden de twee kampioenen.

## Gedegradeerde teams
Deze teams waren gedegradeerd uit de Tweede Klasse voor de start van het seizoen:
- KRC Waregem (rechtstreeks)
- KSK Ronse (rechtstreeks)
- KFC Dessel Sport (verlies eindronde)

## Gepromoveerde teams
Deze teams waren gepromoveerd uit de Vierde Klasse voor de start van het seizoen:
- KSV Sottegem (kampioen 4A)
- VC Eendracht Aalst 2002 (kampioen 4B)
- KFC Racing Mol-Wezel (kampioen 4C)
- RRC Hamoir (kampioen 4D)
- Excelsior Veldwezelt (winst in eindronde)

## Promoverende teams
Deze teams promoveerden naar Tweede Klasse op het eind van het seizoen:
- KSK Ronse (kampioen 3A)
- RFC Liège (kampioen 3B)

## Degraderende teams
Deze teams degradeerden naar Vierde Klasse op het eind van het seizoen:
- RACS Couillet (rechtstreeks uit 3A)
- Torhout 1992 KM (rechtstreeks uit 3A)
- K. Londerzeel SK (verlies eindronde)
- R. Sprimont Comblain Sport (rechtstreeks uit 3B)

Noot: Als verliezend finalist van de degradatie-eindronde had ook RFC Union La Calamine normaal gezien moeten degraderen. In het tussenseizoen ging echter Verbroedering Geel, dat van Tweede naar Derde was gedegradeerd, in vereffening. De club werd vervangen door een verliezend eindrondefinalist, zodat RFC Union La Calamine zich in extremis toch kon handhaven in Derde Klasse.

## Eindstand
| Legende                                |
| -------------------------------------- |
| Kampioen + promotie naar Tweede Klasse |
| Kwalificatie voor promotie-eindronde   |
| Kwalificatie voor degradatie-eindronde |
| Degradatie naar Vierde Klasse          |

### Derde Klasse A
|   |    |                             | P  | W  | G  | V  | +  | -  | DS  | Ptn |
| - | -- | --------------------------- | -- | -- | -- | -- | -- | -- | --- | --- |
| K | 1  | KSK Ronse                   | 30 | 16 | 9  | 5  | 49 | 23 | 26  | 57  |
|   | 2  | RAA Louviéroise             | 30 | 16 | 6  | 8  | 41 | 23 | 18  | 54  |
|   | 2  | RRC Péruwelz                | 30 | 16 | 6  | 8  | 49 | 37 | 12  | 54  |
| E | 4  | KRC Waregem                 | 30 | 14 | 9  | 7  | 42 | 30 | 12  | 51  |
| E | 5  | KRC Mechelen                | 30 | 13 | 11 | 6  | 34 | 28 | 6   | 50  |
|   | 6  | KSV Sottegem                | 30 | 14 | 6  | 10 | 37 | 34 | 3   | 48  |
| E | 7  | VC Eendracht Aalst 2002     | 30 | 12 | 10 | 8  | 50 | 32 | 18  | 46  |
|   | 8  | KVC Willebroek-Meerhof      | 30 | 11 | 10 | 9  | 45 | 39 | 6   | 43  |
|   | 9  | FC Nieuwkerken Sint-Niklaas | 30 | 11 | 7  | 12 | 46 | 37 | 9   | 40  |
|   | 10 | K. Diegem Sport             | 30 | 11 | 6  | 13 | 31 | 39 | -8  | 39  |
|   | 11 | R. Francs Borains           | 30 | 10 | 9  | 11 | 38 | 40 | -2  | 39  |
|   | 12 | KSV Oudenaarde              | 30 | 8  | 10 | 12 | 39 | 43 | -4  | 34  |
|   | 13 | K. Standaard Wetteren       | 30 | 8  | 9  | 13 | 34 | 51 | -17 | 33  |
| E | 14 | K. Londerzeel SK            | 30 | 8  | 6  | 16 | 34 | 40 | -6  | 30  |
| D | 15 | Torhout 1992 KM             | 30 | 7  | 3  | 20 | 39 | 70 | -31 | 24  |
| D | 16 | RACS Couillet               | 30 | 6  | 1  | 23 | 29 | 71 | -42 | 19  |

### Derde Klasse B
|   |    |                            | P  | W  | G  | V  | +  | -  | DS  | Ptn |
| - | -- | -------------------------- | -- | -- | -- | -- | -- | -- | --- | --- |
| K | 1  | RFC Liège                  | 28 | 20 | 6  | 2  | 47 | 21 | 26  | 66  |
| E | 2  | KV Turnhout                | 28 | 17 | 8  | 3  | 44 | 19 | 25  | 59  |
| E | 3  | R. White Star Woluwe FC    | 28 | 18 | 3  | 7  | 49 | 30 | 19  | 57  |
|   | 4  | R. Cappellen FC            | 28 | 15 | 11 | 2  | 54 | 25 | 29  | 56  |
| E | 5  | RCS Visétois               | 28 | 16 | 6  | 6  | 62 | 28 | 34  | 54  |
|   | 6  | KFC Racing Mol-Wezel       | 28 | 13 | 4  | 11 | 42 | 44 | -2  | 43  |
|   | 7  | RRC Hamoir                 | 28 | 12 | 3  | 13 | 37 | 47 | -10 | 39  |
|   | 8  | K. Bocholter VV            | 28 | 10 | 6  | 12 | 32 | 39 | -7  | 36  |
|   | 9  | KSK Tongeren               | 28 | 9  | 2  | 17 | 27 | 45 | -18 | 29  |
|   | 10 | KFC Dessel Sport           | 28 | 7  | 8  | 13 | 39 | 45 | -6  | 29  |
|   | 11 | RFC Sérésien               | 28 | 7  | 7  | 14 | 30 | 47 | -17 | 28  |
|   | 12 | Excelsior Veldwezelt       | 28 | 7  | 5  | 16 | 26 | 42 | -16 | 26  |
|   | 13 | RCS Verviétois             | 28 | 7  | 4  | 17 | 34 | 39 | -5  | 25  |
| E | 14 | RFC Union La Calamine      | 28 | 5  | 7  | 16 | 28 | 54 | -26 | 22  |
| D | 15 | R. Sprimont Comblain Sport | 28 | 4  | 6  | 18 | 21 | 47 | -26 | 18  |

## Periodekampioenen

### Derde Klasse A
- Eerste periode: VC Eendracht Aalst 2002, 19 punten
- Tweede periode: RAA Louviéroise, 21 punten
- Derde periode: RRC Péruwelz, 26 punten

### Derde Klasse B
- Eerste periode: KV Turnhout, 27 punten
- Tweede periode: R. White Star Woluwe FC, 23 punten
- Derde periode: RCS Visétois, 19 punten

Noot: In de tweede periode eindigden RFC Liège en R. White Star Woluwe FC samen eerste. Een testmatch moest beslissen over de periodetitel. De match werd gespeeld op 2 april en met 1-3 gewonnen door R. White Star Woluwe FC. In de derde periode verloor K. Bocholter VV zijn laatste wedstrijd en greep zo naast de laatste periodetitel ten koste van RCS Visétois.

## Eindronde
Normaal gezien plaatsen de periodekampioenen zich voor de eindronde, of de volgende clubs uit de rangschikking indien dezelfde club meermaals periodekampioen of eindkampioen is geworden. In Derde Klasse A waren VC Eendracht Aalst 2002, RAA Louviéroise en RRC Péruwelz periodekampioen geworden. Van deze clubs werd echter enkel Eendracht Aalst toegelaten tot de eindronde; La Louvière en Péruwelz mochten niet naar de eindronde omdat ze geen licentie voor volgend seizoen hadden gekregen. Ze werden vervangen door de tweede volgende clubs die wel een licentie hadden, KRC Mechelen en KRC Waregem.
Uit Derde Klasse B konden wel de drie periodekampioen aantreden in de eindronde.

### Promotie-eindronde

#### Ronde 1
In de eerste ronde van de eindronde traden zes derdeklassers aan, die aan elkaar gepaard werden. De drie winnaars van elk heen- en terugduel gaan door naar de volgende ronde.
| Datum      | Uur   | Wedstrijd                                         | Uitslag        |
| ---------- | ----- | ------------------------------------------------- | -------------- |
| 14/05/2008 | 19:00 | RCS Visétois - KRC Mechelen                       | 0-0            |
| 14/05/2008 | 19:00 | KRC Waregem - KV Turnhout                         | 2-1            |
| 14/05/2008 | 20:00 | VC Eendracht Aalst 2002 - R. White Star Woluwe FC | 1-0            |
| 17/05/2008 | 19:00 | KV Turnhout - KRC Waregem                         | 2-0            |
| 17/05/2008 | 20:00 | KRC Mechelen - RCS Visétois                       | 0-0 (pen. 5-6) |
| 17/05/2008 | 20:00 | R. White Star Woluwe FC - VC Eendracht Aalst 2002 | 0-4            |

#### Ronde 2
In de tweede ronde wordt bij de drie winnaars van de eerste ronde de op twee na laatste uit Tweede Klasse, UR Namur, gevoegd.
| Datum      | Uur   | Wedstrijd                              | Uitslag |
| ---------- | ----- | -------------------------------------- | ------- |
| 22/05/2008 | 20:00 | VC Eendracht Aalst 2002 - RCS Visétois | 1-2     |
| 22/05/2008 | 20:00 | KV Turnhout - UR Namur                 | 1-3     |
| 25/05/2008 | 16:00 | RCS Visétois - VC Eendracht Aalst 2002 | 2-1     |
| 25/05/2008 | 16:00 | UR Namur - KV Turnhout                 | 1-2     |

#### Finales
De winnaar van de finale promoveert naar Tweede Klasse.
| Datum      | Uur | Wedstrijd               | Uitslag        |
| ---------- | --- | ----------------------- | -------------- |
| 01/06/2008 |     | UR Namur - RCS Visétois | 0-0            |
| 08/06/2008 |     | RCS Visétois - UR Namur | 0-0 (pen. 5-6) |

### Degradatie-eindronde
De twee teams die 14de eindigden, K. Londerzeel SK en RFC Union La Calamine, speelden een eindronde met een aantal vierdeklassers en gingen daar van start in de tweede ronde van die eindronde.